# Sciapus cuthbertsoni
Sciapus cuthbertsoni är en tvåvingeart som beskrevs av Octave Parent 1937. Sciapus cuthbertsoni ingår i släktet Sciapus och familjen styltflugor.
Artens utbredningsområde är Zimbabwe. Inga underarter finns listade i Catalogue of Life.